# Altaïsche talen

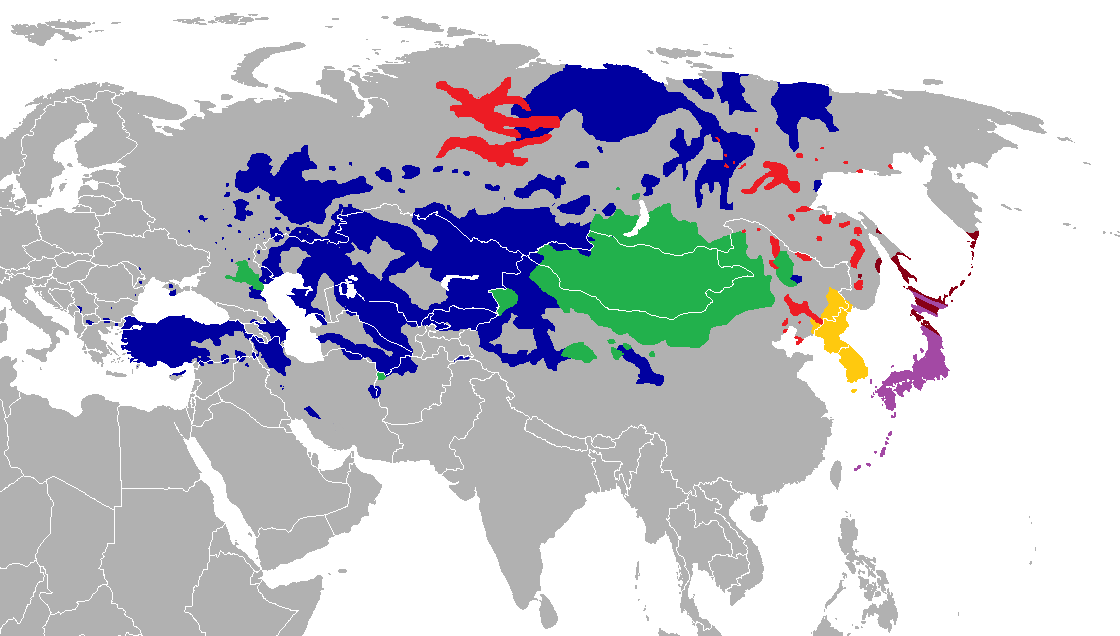
Verspreiding van de Altaïsche talen
Turkse talen
Mongoolse talen
Toengoezische talen
Koreaans
Japanse talen
Aino

De Altaïsche of Transeuraziatische talen zijn verschillende Noord-Aziatische taalfamilies waarvan de onderlinge verwantschap onder taalkundigen een onderwerp van debat is. In hun structuur vertonen de talen grote overeenkomsten, maar een gemeenschappelijke woordenschat blijkt zeer moeilijk te reconstrueren. 
Een alternatieve verklaring voor de overeenkomsten is de sprachbund, een geografisch gebied waarin meerdere talen met gemeenschappelijke structurele kenmerken voorkomen, niet door gemeenschappelijke herkomst, maar als gevolg van taalcontact. Het samenbrengen van linguïstische, archeologische en paleogenetische kennis heeft in 2021 geleid tot een studie die toch een herkomstgebied toewijst aan de Altaïsche talen en dat situeert ten westen van de Chinese rivier de Liao. De sprekers ervan zijn niet geassocieerd met herdersculturen, maar met landbouwers uit het vroege neolithicum die vanaf 9000 BP pluimgierst (Panicum miliaceum) begonnen te telen en zich daarna verspreidden. Deze gemeenschappelijke oorsprong werd daarna gemaskeerd door culturele uitwisseling vanaf de Bronstijd. Onafhankelijk hiervan verbouwden de eerste sprekers van Sino-Tibetaanse talen trosgierst (Setaria italica) rond de Gele Rivier.
In haar grootste omvang kent de Altaïsche taalfamilie ongeveer 560 miljoen sprekers. De grootste taal binnen de macro-Altaïsche familie is het Japans, met zo'n 130 miljoen sprekers, gevolgd door het Turks, met 80 miljoen.
Tot de Altaïsche talen worden in het geval van de micro-Altaïsche theorie drie taalgroepen gerekend. In het geval van de Macro-Altaïsche theorie worden vijf taalgroepen onderscheiden:
Micro-Altaïsch
- de Turkse talen
- de Mongoolse talen
- de Toengoezische talen

Macro-Altaïsch
- het Koreaans
- de Japanse talen

De meeste voorstanders van de Altaïsche taalfamilie rekenen alle vijf groepen hiertoe, maar enkelen plaatsen het Koreaans en/of het Japans daarbuiten.
Alle hierboven genoemde taalfamilies vertonen klinkerharmonie en agglutinatie.
Er is ook verwantschap gesuggereerd tussen de Altaïsche talen en andere taalfamilies. Een oude theorie is die van de Oeral-Altaïsche taalverwantschap, dat wil zeggen met de Oeraalse talen (zie Fins-Oegrische talen), maar deze is nog minder gemeengoed dan die van de Altaïsche familie zelf. Zowel Oeraals als Altaïsch spelen een rol bij de reconstructie van de Euraziatische talen en het hypothetische Nostratisch.